# USS Gherardi (DD-637)
L'USS Gherardi (DD-637/DMS-30) est un destroyer de classe Gleaves en service dans la Marine des États-Unis pendant la Seconde Guerre mondiale. Il fut le seul navire nommé en l'honneur de Bancroft Gherardi (en), un contre-amiral de l'US Navy ayant participé aux guerres américano-mexicaine et de Sécession.
Sa quille est posée le 16 septembre 1941 au chantier naval Philadelphia Naval Shipyard de Philadelphie, en Pennsylvanie. Il est lancé le 12 février 1942, parrainé par Mme Christopher Robinson (petite-fille du contre-amiral Gherardi), et mis en service le 15 septembre 1942 sous le commandement du lieutenant commander J. W. Schmidt.

## Historique
En décembre 1942, plusieurs membres d'équipage du Gherardi sont perdus lors d'une tempête. Après des essais dans le Maine et à Newport, il entame au début de l’année 1943 ses missions d’escorte de convois à travers l’Atlantique puis participe à l’opération Husky au large de la Sicile, escortant notamment les croiseurs alliés. Dans la nuit du 3 au 4 août, il détruit un S-Boot allemand. Dans la deuxième moitié de l’année 1943, il escorte à nouveau des convois dans l’Atlantique.
Le 8 mai 1944, il fait route vers l’Irlande du Nord en vue de participer à l’opération Neptune. Dans la nuit du 5 au 6 juin, il escorte les imposants bâtiments de guerre alliés jusqu'à Utah Beach. Au large de la plage, il bombarde les positions allemandes dans ce secteur du Jour J jusqu'au 25 juin, date à laquelle le Gherardi est déployé devant Cherbourg au sein de la Task Force 129 pour bombarder les batteries allemandes défendant la ville portuaire.
Le 18 juillet, il rejoint la Méditerranée et le 15 août il participe au débarquement de Provence avant de rentrer aux États-Unis pour y être transformé en dragueur de mines rapide. L'immatriculation DMS-30 lui est affecté le 15 novembre 1944.
Au début de l’année 1945, l'USS Gherardi est déployé dans le Pacifique où il prend part à la bataille d’Okinawa au sein de la 5e escadre. En juillet 1945, il devient le navire-amiral de la 60e flottille de dragueurs de mines et opère en mer de Chine.
Engagé dans la Méditerranée au sein de la 6e escadre à compter du 3 janvier 1949 puis à nouveau en 1952, il est également déployé dans les Caraïbes avant de rejoindre l'US Navy reserve fleets où il est mis en réserve le 
17 décembre 1955. Rayé du Naval Vessel Register le 1er juin 1971, il est volontairement coulé lors d’exercices de tirs au large de Porto Rico le 3 juin 1973.

## Décorations
Le Gherardi a reçu cinq Battles star pour son service dans la Seconde Guerre mondiale.

## Commandement
- Lieutenant commander John William Schmidt du 15 septembre 1942 au 4 décembre 1943.
- Commander Neale Roland Curtin du 4 décembre 1943 au 9 décembre 1944.
- Lieutenant commander William Wade Gentry du 9 décembre 1944 à une date inconnue.